# Conogethes semifascialis
Conogethes semifascialis is een vlinder uit de familie van de grasmotten (Crambidae), uit de onderfamilie van de Spilomelinae. De wetenschappelijke naam van deze soort is voor het eerst voorgesteld als Astura semifascialis door Francis Walker in een publicatie uit 1866.
De soort komt voor in India (Meghalaya), Papoea-Nieuw-Guinea en Australië.